# Мирное (Гуляйпольский район)
Мирное (укр. Мирне) — село,
Мирненский сельский совет,
Гуляйпольский район,
Запорожская область,
Украина.
Код КОАТУУ — 2321884201. Население по переписи 2001 года составляло 471 человек.
Является административным центром Мирненского сельского совета, в который, кроме того, входят сёла
Загорное и
Чаривное.

## Географическое положение
Село Мирное находится на расстоянии в 3 км от села Загорное.

## История
- 1929 год — дата основания под названием Третье отделение.
- В 1960-е года переименовано в село Мирное.
- В 1970-е—1980-е годы село входило в Комсомольский сельский совет Гуляйпольского района[2].

## Экономика
- «Чаривне», ООО.
- «Плаверс ЛТД», ООО.

## Объекты социальной сферы
- Школа.